# John Mackinnon Robertson
John Mackinnon Robertson (Isola di Arran, 14 novembre 1856 – Londra, 5 gennaio 1933) è stato un giornalista e politico britannico del Partito Liberale, con il quale entrò in Parlamento nel 1906 e vi rimase sino al 1918.
Fu uomo di grande cultura e ateo convinto, esponente del Razionalismo e del Secolarismo, difensore della teoria dell'inesistenza storica di Gesù: lui stesso amava definirsi un libero pensatore. 

## Biografia
Nato in un'isola del Nord della Scozia, interruppe gli studi appena tredicenne per lavorare come impiegato e poi giornalista ad Edimburgo. Nel 1878 conobbe Charles Bradlaugh, leader dei Secolaristi scozzesi, e, affascinato dalle sue teorie sulla religione, divenne anch'egli seguace di quel movimento culturale e politico; Bradlaugh, che probabilmente aveva avuto un'impressione positiva di lui, gli offrì il posto di assistente editore presso il suo giornale, il National Reformer. Morto Bradlaugh nel 1891, Robertson divenne il suo successore alla guida del Reformer; tuttavia, il giornale chiuse i battenti poco tempo dopo, nel 1893. Negli ultimi anni del XX secolo intraprese la carriera politica e nel 1895, eletto a Northampton, fece la sua prima comparsa in Parlamento come "radicale indipendente". Tenne diverse conferenze presso la South Place Ethical Society (EN)  di Finsbury, un distretto a sud della City, dal 1899 agli anni venti.
Robertson ha scritto diversi saggi volti soprattutto alla dimostrazione dell'inesistenza storica di Gesù Cristo, spesso attaccando duramente i Vangeli, le Lettere di Paolo e gli altri scritti del Nuovo Testamento, accusati di aver ripreso in lui l'antico dio Sole. Frederick Cornwallis Conybeare, accademico di Oxford, scrisse in risposta il saggio The Historical Christ. Si è tuttavia occupato anche delle antiche religioni politeiste, in particolare del culto degli dèi dell'Olimpo.

## Opere
- Christianity and Mythology (1900)
- Short History of Christianity (1902)
- Letters on Reasoning (1905)
- History of Freethought, Ancient and Modern to the Period of the French Revolution (1915)